# Complexo simplicial
Em topologia, um complexo simplicial S é uma colecção finita de simplexos tais que cada face de um simplexo de S é um simplexo de S e a intersecção de dois simplexos de S é vazia ou uma face de ambos.
À dimensão máxima dos simplexos de S chama-se a dimensão de S.
A expressão de um espaço topológico como complexo simplicial permite a definição de invariantes combinatórios como a homologia simplicial, os números de Betti, a característica de Euler, etc.
No início da topologia algébrica estudavam-se fundamentalmente complexos simpliciais. Esta área tinha por isso o nome de topologia combinatória.